# 松本市立菅野中学校
松本市立菅野中学校（まつもとしりつ すがのちゅうがっこう）は、長野県松本市笹賀にある公立の中学校。

## 沿革
- 1949年（昭和24年）4月1日 - 東筑摩郡神林村と笹賀村による、県下初の組合立中学校として創設[1]。
- 1954年（昭和29年）8月1日 - 神林村と笹賀村が松本市に編入されたことに伴い、松本市立の中学校になる[1]。

## 概要
- 学校名は一般公募によって決められた。『万葉集』の「信濃なる須我の荒野にほととぎす鳴く声聞けば時過ぎにけり」の和歌と、折口信夫の学説をもとに、「菅野」になった[1]。
- 学校目標は「三つの心～希望に生きる心・ねばり強い心・素朴で清い心」の育成である[1]。
- 校章は「すげの葉」がモチーフで、「地味で、ねばり強く、清々しい」という3つの精神を大切にして欲しいという願いが込められている[1]。

## 生徒数・職員数
- 2015年2月 生徒＝448人、職員32人[1]

### 学級数
- 2014年度＝1学年5クラス、2学年5クラス、3学年4クラス、特別支援学級2クラス[1]

## 主な行事
- 4月　修学旅行（3年生）
- 6月　宿泊学習（1年生）、前期合唱発表会
- 7月　高山学習（2年生）
- 9月　須賀野祭（文化祭）
- 10月　職場体験学習（2年生）
- 12月　後期合唱発表会
- 3月　3年生を送る会[1]

## 部活動
| - 男女 バスケットボール - 男女バレーボール - 陸上競技 - サッカー | - 女子ソフトテニス - 軟式野球 - 音楽（吹奏楽班、合唱班） - 美術 |

## 著名な出身者
- 米山学 - 高校野球指導者